# Joseph Pauliac
Pour les articles homonymes, voir Pauliac.
Joseph Pauliac est un homme politique français né le 9 octobre 1843 à Saint-Cirgues (Lot) et décédé le 13 juin 1909 à Enghien-les-Bains (Seine-et-Oise)

## Biographie
Docteur en droit, il s'inscrit comme avocat au barreau de Figeac. Il est rapidement maire de Saint-Cirgues et conseiller général du canton de Latronquière. Il est président du conseil général de 1906 à 1909.
En 1891, il est élu sénateur du Lot, à la suite du décès d'un sénateur inamovible dont le siège a été attribué au Lot. Il participe aux commissions juridiques, sur les questions législation civile et criminelle. En 1906, il est battu de justesse. Lors d'une élection partielle en 1909, il est réélu, mais meurt cinq mois plus tard.

## Sources
- Ressource relative à la vie publique :   - Sénat
- « Joseph Pauliac », dans le Dictionnaire des parlementaires français (1889-1940), sous la direction de Jean Jolly, PUF, 1960 [détail de l’édition]